# Alberto Tomba
Alberto Tomba (San Lazzaro di Savena, Bologna, 19 december 1966), bijnaam Tomba La Bomba, is een voormalig Italiaans skiër in de jaren 80 en 90. Hij was een van de beste skiërs van zijn generatie en bekend vanwege zijn agressieve skistijl. Hij was een specialist in de slalom en de reuzenslalom. Hij behaalde 3 olympische titels. Mede dankzij die prestaties mocht hij tijdens de openingsceremonie van de Olympische Winterspelen 2006 in zijn geboorteland de Olympische vlam het stadion binnenbrengen. Het vuur werd uiteindelijk ontstoken door Stefania Belmondo. Naar het schijnt mocht hij van zijn moeder niet meedoen aan de disciplines Super G en afdaling, omdat zij dat te gevaarlijk zou vinden. Daarom deed hij enkel mee aan de disciplines Slalom en Reuzenslalom.

## Palmares

### Wereldbeker Alpineskiën
- 1 keer eindwinnaar Algemeen Klassement Wereldbeker
- 4 keer winnaar Wereldbeker slalom
- 4 keer winnaar Wereldbeker reuzenslalom
- 50 overwinningen (waarvan 35 in de slalom en 15 in de reuzenslalom)
- 11 opeenvolgende overwinningen in 1994/95

### Wereldkampioenschappen Alpineskiën
- 1987 (Crans Montana, Zwitserland): 3de plaats in de reuzenslalom
- 1996 (Sierra Nevada, Spanje): wereldkampioen in de slalom en de reuzenslalom
- 1997 (Sestriere, Italië): 3de plaats in de slalom

### Olympische Winterspelen
- 1988 (Calgary, Canada): olympisch kampioen in de slalom en de reuzenslalom
- 1992 (Albertville, Frankrijk): olympisch kampioen in de reuzenslalom en 2de in de slalom
- 1994 (Lillehammer, Noorwegen): 2e plaats in de slalom

| Logo van de Olympische Spelen | Goud | Zilver | Brons | Logo van de Olympische Spelen |
|                               | 3    | 2      | 0     |                               |